# Křesťanská mezinárodní solidarita
Křesťanská mezinárodní solidarita (CSI, angl. Christian Solidarity International, něm. Christliche Solidarität International) je mezinárodní křesťanská organizace pro obranu lidských práv. Jejím primárním cílem je podpora pronásledovaných křesťanů a všech „kteří zastávají hodnoty svobody a důstojnosti člověka stvořeného k Božímu obrazu“. Organizace se soustřeďuje zejména na obranu a prosazování principů náboženské svobody, podporu pronásledovaným křesťanům a humanitární pomoc určenou obětem katastrof.
Rodina CSI je v současné době tvořena devíti národními organizacemi, které působí ve Švýcarsku, Spojených státech amerických, Francii, Itálii, Nizozemsku, Maďarsku, Německu, Jižní Koreji a České republice. Sídlo zastřešující organizace je v Binzu ve švýcarském kantonu Curych.